# Aphloia
Aphloia is een geslacht uit de familie Aphloiaceae. Het geslacht telt een soort die voorkomt in Oost-Afrika en op de eilanden in de westelijke Indische Oceaan.

## Soorten
- Aphloia theiformis (Vahl) Benn.